# Manuele Comneno Erotico
Manuele Comneno, detto l'Erotico (in greco: Μανουήλ Κομνηνός, Manouēl Komnēnos; Paflagonia, ... – Costantinopoli, 1020), è stato un generale bizantino, ed è considerato come il fondatore della famiglia dei Comneni.

## Biografia
Manuele Comneno fu un fidato generale del basileus Basilio II Bulgaroctono, prestò servizio nell'esercito bizantino dal 978 fino alla sua morte. Era elogiato dall'imperatore per il suo coraggio, dimostrato sul campo di battaglia. Morì nel 1020, l'imperatore in persona si prese cura dei suoi figli, Isacco I Comneno e Giovanni Comneno.

## Famiglia
Manuele Comneno ebbe quattro figli, di cui tre maschi e una femmina:
- Niceforo Comneno, morto nel 1026;
- Isacco I Comneno, fu imperatore bizantino dal 1057 al 1059;
- ? Comnena, nata nel 1012, sposò Michele Dokeianos catapano d'Italia;
- Giovanni Comneno, fu generalissimo d'Oriente.